# Ozero Sosno (sjö i Belarus, Vitsebsks voblast, lat 54,98, long 29,78)
Ozero Sosno (ryska: Озеро Сосно) är en sjö i Belarus.   Den ligger i voblasten Vitsebsks voblast, i den nordöstra delen av landet, 180 km nordost om huvudstaden Minsk. Ozero Sosno ligger 139 meter över havet. Arean är 0,21 kvadratkilometer. Den sträcker sig 0,6 kilometer i nord-sydlig riktning, och 1,2 kilometer i öst-västlig riktning.
Omgivningarna runt Ozero Sosno är en mosaik av jordbruksmark och naturlig växtlighet. Runt Ozero Sosno är det glesbefolkat, med 16 invånare per kvadratkilometer.